# Óxido de calcio
La cal  es un término que designa todas las formas físicas en las que puede aparecer el óxido de calcio (CaO). Se obtiene como resultado de la calcinación de las rocas calizas o dolomías.
La cal se ha usado desde la más remota Antigüedad como conglomerante en la construcción, también para pintar muros y fachadas de los edificios construidos con adobes o tapial —típico en las antiguas viviendas mediterráneas— o en la fabricación de fuego griego.

## Definición
También llamada: cal aérea, cal de construcción, cal química, cal de albañilería, cal fundente.
La cal (del latín calx) es una sustancia alcalina constituida por óxido de calcio (CaO), de color blanco o blanco grisáceo, que al contacto del agua se hidrata o apaga, con desprendimiento de calor, y mezclada con arena forma una argamasa o mortero de cal. También los alquimistas llamaban cal a cualquier óxido metálico o escoria.
Otro compuesto llamado cal es el óxido de calcio y magnesio o dolomía calcinada (CaMgO2). 

### Cal aérea
La cal aérea es el principal material conglomerante de los morteros tradicionales, tanto de unión como de revestimiento. Bajo el término de cal aérea denominamos a un conglomerante de portlandita, hidróxido de calcio (Ca(OH)2), también denominada cal apagada o hidratada, que con el tiempo acaba por transformarse en calcita, carbonato de calcio (CaCO3), por carbonatación. La carbonatación de los hidratos en contacto con el dióxido de carbono del aire (de allí su nombre) forma carbonato de calcio que desarrolla cierta resistencia y contribuye a la durabilidad de los morteros que contienen la cal de construcción. La cal se ha obtenido históricamente a partir de las rocas calizas naturales, que son muy abundantes en la superficie de la corteza continental terrestre.
La cal aérea es aquella que necesita la presencia de aire para carbonatar y endurecer. Es una cal que se combina y endurece con el dióxido de carbono presente en el aire. Cuando se amasa y se mezcla con agua, forma una pasta que mejora la trabajabilidad –características de escurrimiento y penetración– y la retención de agua de los morteros.  Es llamada técnicamente como CL, para las cales cálcicas, o DL, para las cales dolomíticas, según la especificación UNE-EN 459-1

#### Cales cálcicas CL
Es una subfamilia de las cales aéreas constituidas principalmente por óxido de calcio y/o hidróxido de calcio sin ninguna adición hidráulica ni puzolánica.

#### Cales dolomíticas DL
Es una subfamilia de las cales aéreas constituidas principalmente por óxido de calcio y magnesio y/o hidróxido de calcio y magnesio sin ninguna adición hidráulica ni puzolánica.

### Cal hidráulica
La cal hidráulica es aquella que puede fraguar y endurecer con o sin presencia de aire, incluso bajo el agua. Se produce por calcinación de piedras calizas en cuya composición entra alrededor del 20 % de arcilla, y que, pulverizada y mezclada con agua, fragua como el cemento. La cal hidráulica es un cemento natural – sus siglas en inglés son NHL (Natural Hydraulic Lime). La cal hidráulica contiene, además del carbonato cálcico, alrededor de un 20-25 % de aluminatos, arcillas, silicatos, etc. Debido a estas "impurezas", sólo una temperatura mayor que la de la calcinación tradicional de los hornos de leña, podría convertir en cal esa piedra. Con la Revolución Industrial y los hornos de mayor potencia se consiguió una cal con características hidráulicas (a pesar de ser en un 75-80% aérea).
La cal con propiedades hidráulicas, cuando se amasa y se mezcla adecuadamente con áridos y agua, forma un mortero que conserva su trabajabilidad durante un tiempo suficiente y, después de períodos determinados, alcanza una resistencia específica y una estabilidad de volumen a largo plazo. Tiene la propiedad de fraguar y endurecer cuando se mezcla con agua y por reacción con el dióxido carbono del aire (carbonatación).

#### Cales hidráulicas naturales NHL
La cal hidráulica natural es una cal con propiedades hidráulicas producidas por la calcinación de calizas más o menos arcillosas o silíceas (incluyendo la creta) con reducción a polvo con apagado con o sin molienda.
Las propiedades hidráulicas son el resultado exclusivo de la composición química especial de la materia prima natural.

#### Cales formuladas FL
La cal formulada es una cal con propiedades hidráulicas constituida principalmente por cal aérea (CL) y/o cal hidráulica natural (NHL) con material hidráulico y/o puzolánico añadido.

#### Cales hidráulicas HL
La cal hidráulica es un conglomerante constituido por cal y otros materiales tales como el cemento, escorias de alto horno, cenizas volantes, filler calizo y otros materiales adecuados. Tiene la propiedad de fraguar y endurecer con el agua. El aire contribuye al endurecimiento.

### Cal apagada
La cal apagada es un polvo blanco o una pasta, compuesto principalmente por hidróxido de calcio, que se obtiene añadiendo agua a la cal viva. Al añadir agua a la cal viva y a la dolomita calcinada se obtienen productos hidratados denominados comúnmente cal apagada o hidróxido de calcio (Ca (OH)2) y dolomita hidratada (CaMg (OH)4) respectivamente.

## Proceso de fabricación
La cal viva se obtiene por calcinación de la caliza, con un alto contenido en carbonato de calcio (CaCO3), a una temperatura de unos 900 °C según la siguiente reacción:
CaCO3 + calor  → CaO + CO2
La calcinación, de manera industrial, tiene lugar en hornos verticales u horizontales rotativos.
De manera artesanal puede ser en un horno tradicional, romano o árabe.

## Aplicaciones de la cal viva
La cal es uno de los productos más conocidos desde la Antigüedad y con más aplicaciones diversas.

### Industria
- Siderurgia: Se utiliza como fundente y escorificante.

- Metalurgia: Se utiliza en los procesos de flotación; en la fundición de cobre, plomo y zinc; en la producción de magnesio (se pueden utilizar dos tipos de procesos de fabricación: proceso electrolítico o proceso de reducción térmica, en este último se utiliza cal viva); en la producción de aluminio; y como escorificante de la sílice evitando la formación de compuestos de aluminio y sílice.

- Química: Se emplea en la producción de jabón, en la fabricación del caucho y de carburo cálcico,  en la industria petrolífera, en la industria del papel y en cosmética.

- Alimentaria: Se utiliza en la industria azucarera (en concreto en la elaboración del azúcar de remolacha);  en ostricultura; en piscicultura; en la industria cervecera, en la industria láctea; en la fabricación de colas y gelatinas, en el tratamiento del trigo y del maíz; en la industria vinícola y en la conservación de alimentos en contenedores de alimentos “autocalentables”, en la nixtamalización del maíz, el cual después de molido sirve para hacer tortillas y todos los derivados de ella.

- Vidrio: Su utilización proporciona vidrios más brillantes y con mejor color. La fusión es más rápida, lo cual supone un ahorro económico durante el proceso de fabricación del vidrio.

- Curtidos: Es una de sus aplicaciones más antiguas. Los baños de lechada de cal permiten la extracción de pelos e hinchamiento de las pieles antes del curtido.

### Construcción
- Infraestructuras: En estabilización de suelos:[12] para secar suelos húmedos, mejorar las propiedades de los suelos arcillosos.

- Edificación: En la fabricación de prefabricados de cal: Hormigón celular o aireado, ladrillos silicocalcáreos y bloques de tierra comprimida.[13] Destaca también su uso histórico para el revestimiento exterior de muros ("encalado") en zonas cálidas, dando lugar a lo que se denominan pueblos blancos.[14]

La cal es un producto de construcción más, con su Marcado CE y su correspondiente normalización (UNE EN-459:1, 2 y 3).

### Protección del medio ambiente
- Tratamiento de aguas de consumo (potabilización): Se emplea para ablandar, purificar, eliminar turbiedad, neutralizar la acidez y eliminar la sílice (en parte arena) y otras impurezas con el fin de mejorar la calidad del agua que consume el hombre.

- Tratamiento de aguas residuales y de lodos:[16] Se utiliza, de manera muy habitual, en los tratamientos convencionales químicos de aguas residuales industriales, básicamente, de carácter inorgánico. También se utiliza ampliamente en el tratamiento o línea de lodos en las plantas de depuración de aguas residuales urbanas o en aguas industriales de carácter orgánico.

- Remineralización de agua desalinizada: La adición de cal permite realizar un acondicionamiento del agua desalinizada que puede ir desde un ajuste de pH y reducción de la agresividad, hasta la remineralización de las aguas por el aporte de calcio. La cal es imprescindible para el tratamiento final de las aguas procedentes de la desalinización del agua del mar puesto que aporta uno de los compuestos nutricionales básicos - el calcio - y es necesaria para el mantenimiento del equilibrio cal-carbónico, con el fin de evitar incrustaciones o corrosiones.

- Depuración de gases: La cal, dependiendo del proceso, es el desulfurante más rentable y natural que elimina el anhídrido sulfuroso y otros gases ácidos (HCl, HF y NOx) de los humos industriales de incineradoras de residuos sólidos urbanos, de centrales térmicas y de la industria en general.

La cal también se emplea para eliminar los compuestos orgánicos persistentes (COPs) como son dioxinas y furanos, y metales pesados de incineradoras municipales e industriales.
- Tratamiento de residuos: La cal se emplea, además de como integrante de diversos tratamientos químicos, como agente para prevenir los malos olores y la contaminación de las aguas por la lixiviación.

- Tratamiento de suelos contaminados: Las técnicas empleadas en el tratamiento de suelos contaminados se agrupan de la manera siguiente:

1. Fisicoquímicos
2. Estabilización - solidificación
3. Biológicos
4. Térmicos

En el tratamiento o método físico-químico (que constituye un proceso de transformación del residuo mediante la adición de una serie de compuestos químicos para alcanzar el objetivo deseado), la cal se utiliza en las técnicas de neutralización, precipitación y decloración. Con respecto a la técnica de estabilización / solidificación (cuyo principal objetivo es reducir la movilidad y solubilidad de contaminantes presentes en el suelo, disminuyendo su toxicidad y eliminando su lixiviación), existe una variante denominada “Solidificación con cal y materiales puzolánicos”.

### Agricultura
Los usos en la agricultura son:
- Enmienda: La cal se utiliza como enmienda para mejorar las características de los suelos agrícolas: acidez, porosidad y actividad biológica del suelo.

- Fertilizante: Aporta el calcio que es un nutriente para las plantas.

- Compost (Abono): Se emplea en la obtención de compost a partir de residuos agrarios, agroindustriales y urbanos.

- Biocida: Se puede utilizar como biocida cuyo fin es destruir, contrarrestar, neutralizar, impedir la acción o ejercer el control de otro tipo, sobre cualquier organismo nocivo por medios químicos o biológicos.

- Alimentación animal: La cal se utiliza como reactivo, por su alta velocidad de reacción, para la elaboración de jabones cálcicos destinados a la fabricación de aditivos y derivados de pienso animal.

Además, la cal se utiliza en suelos ácidos (subiendo su pH y aportando calcio como nutriente), modificando la composición de las praderas, permitiendo que se desarrollen especies leguminosas que presentan mejor digestibilidad para el ganado y mayor contenido proteico. Esta operación en suelos ácidos permitirá que en su composición florística aparezcan una serie de especies, entre ellas las alfalfa, reconocida por la mayor parte de los ganaderos como la reina de las forrajeras.
Es un producto básico de origen natural que presenta dos enormes ventajas:
- Su disponibilidad

- Su versatilidad, considerando las numerosas aplicaciones que tiene, siendo, en algunas de ellas, imprescindible.

## Aspectos relacionados con la salud y la seguridad
- Se clasifica como irritante para la piel y para las vías respiratorias, e implica un riesgo de daño ocular grave.

- La cal viva no es combustible, pero genera calor al contacto con el agua, lo que implica riesgo de incendio si entra en contacto con sustancias de bajo punto de inflamación. Por ello, la medida de extinción adecuada es utilizar un extintor de polvo, de espuma carbónica o de gas carbónico para extinguir el fuego circundante, nunca agua.

- La cal viva reacciona exotérmicamente con el agua para formar cal hidratada. Cuando absorbe la humedad ambiente esta reacción es más lenta y el calor producido puede disiparse sin elevar la temperatura.

## Tradición y utilización en torno a la cal
Uso como arma
El historiador y filósofo David Hume, en su historia de Inglaterra, relata como durante los comienzos del reinado de Enrique III la marina inglesa destruyó a la flota invasora francesa cegando a la flota con cal viva.

D’Albiney empleó una estratagema contra ellos, que se dice contribuyó a la victoria: estando con el viento a favor, los atacó con violencia; y les arrojó a la cara gran cantidad de cal viva, que llevaba a bordo con dicho fin, los encegueció de tal manera que quedaron incapacitados para defenderse.

Se cree que la cal viva era también uno de los componentes del fuego griego. Al tomar contacto con el agua, la cal elevaba su temperatura por encima de 150 °C y así encendía el combustible.
San Martín de Hidalgo (México) y su escudo
El escudo de la población de San Martín de Hidalgo muestra un horno de cal, como símbolo de la que ha sido su principal actividad económica a lo largo de su historia. Este municipio se llamó originalmente San Martín de la Cal, siendo fundado el 19 de febrero de 1540.
El Faraón Akenatón
Hay una anécdota, que se relaciona con el faraón Akenatón, esposo de Nefertiti, el cual para debilitar el poderío económico y acumulación de tierras, que estaba alcanzando la casta sacerdotal, decretó el monoteísmo, trasladando incluso la capital del país a Amarna. Sin embargo,  a su muerte, acontecida hacia el año 1338 a. C., los sacerdotes de Amón arrasaron la ciudad cubriéndola de cal viva y decretaron el retorno de la capital a Tebas.
La cal en las calzadas romanas
Una de las principales aplicaciones que de la cal hicieron los romanos fue en la construcción de sus calzadas. Una sección de la Via Apia estaría formada por tres estratos: El primer estrato (statumen) era de piedra dura y plana, cortada en grandes fragmentos, que en algunos casos, se unían con cal y arena; el segundo (rudus o ruderatio) era de cantos o fragmentos de piedra partida que se aglomeraban con cal grasa para dotarla de mayor solidez y el tercero (summum dorsum o summa cresta) estaba configurado por grandes piezas poligonales que encajaban perfectamente entre sí.
Los “Calcis Coctores” (cocedores de cal, caleros) de Roma
En el Código Teodosiano se dedica un capítulo entero (De calcis coctoribus urbis Romae et Constantinopolitanae)  al conjunto de normas destinadas a regular el trabajo de los productores de cal, que a su vez eran los encaladores de los edificios públicos. Esta obra es una recopilación de leyes vigentes durante el Imperio Romano. Dicho Código fue dictado por el Emperador Teodosio II en el año 438 d. C.
La cal en la Historia Natural de Plinio
Cayo Plinio Segundo, Plinio el Viejo, nació en el año 23 o 24 d. C. en el Norte de Italia. Su principal obra es la Historia Natural, compuesta por 37 libros, que viene a ser un compendio enciclopédico de las Ciencias Naturales y donde se recogen los conocimientos expuestos en más de 2000 libros de la Antigüedad, muchos hoy extraviados. En esta obra, que fue frecuentemente citada por eruditos de los siglos posteriores, existen varias referencias a la cal.